# Ivan Ivanovič Lapšin
Ivan Ivanovič Lapšin (rusky Ива́н Ива́нович Лапши́н; 11. října 1870, Moskva – 17. listopadu 1952, Praha) byl ruský spisovatel a filosof.

## Pedagogická činnost
Absolvoval historicko-filosofickou fakultu Petrohradské univerzity, kde pracoval na plný úvazek pod vedením profesora Alexandra Ivanoviče Vveděnského. Na podzim roku 1892 předložil k prozkoumání svou první velkou práci "Polemika mezi Gassendim a Descartesem na téma „Meditace“ („Полемика между Гассенди и Декартом по поводу «Медитации»“). V roce 1893 po dokončení studií zůstal na univerzitní katedře filosofie, kde se připravoval na profesuru.
Přednášel logiku na Alexandrovském lyceu, psychologii na dívčích gymnáziích, dějiny pedagogických teorií na vyšších školách pro ženy a na vojenských pedagogických akademiích. Na Petrohradské univerzitě přednášel dějiny pedagogických teorií, kritickou teorii poznání, dějiny skepticismu a dějiny filosofie 19. století. Vedl praktické kurzy studentů na téma teorií Immanuela Kanta (analýza děl „Prolegomena“ a „Kritiky čistého rozumu“).
Vyučoval filosofické předměty na vysoké pedagogické škole a dějiny filosofie na lekcích profesora Petra Lesgafta.

## Dílo
Z angličtiny přeložil „Text-Book of Psychology“ Williama Jamese, tiskem na půdě fakulty, s přílohou článku překladatele „Filosofický význam psychologických názorů W. Jamese“ / Философское значение психологических воззрений Джэмса.
Je autorem více než 30 hesel ve slovníku Brockhause a Efrona. Vydal knihu „Zákony myšlení a druhy poznání“ / „Законы мышления и формы познания“ s přílohou dvou výzkumů: „O zbabělosti v myšlení“ / „О трусости в мышлении“ (bylo vydáno dříve v časopise „Filosofické a psychologické otázky“ / „Вопросы философии и психологии“, č. 56) a „O mystickém poznání a cítění vesmíru“ / „О мистическом познании и вселенском чувстве“ (vytištěno v Carské akademii věd, 1905).